# Église Saint-Sulpice de Saint-Sulpice-le-Guérétois
Pour les articles homonymes, voir Église Saint-Sulpice.
L'église Saint-Sulpice est une église située à Saint-Sulpice-le-Guérétois, dans le département de la Creuse, en France. Construite au XIIe siècle, son portail est inscrit au titre des monuments historiques en 1925.

## Localisation
L'église est située dans le quart nord-ouest du département de la Creuse, en région Nouvelle-Aquitaine. Elle est située au cœur du bourg de Saint-Sulpice-le-Guérétois, à l'angle des deux routes principales les RD 47 et 63, face à la mairie.

## Historique
L'église a été construite au XIIe siècle dont elle a conservé le portail, puis rebâtie au XVIIe siècle.
Le portail de l'édifice est inscrit au titre des monuments historiques le 22 juillet 1925.

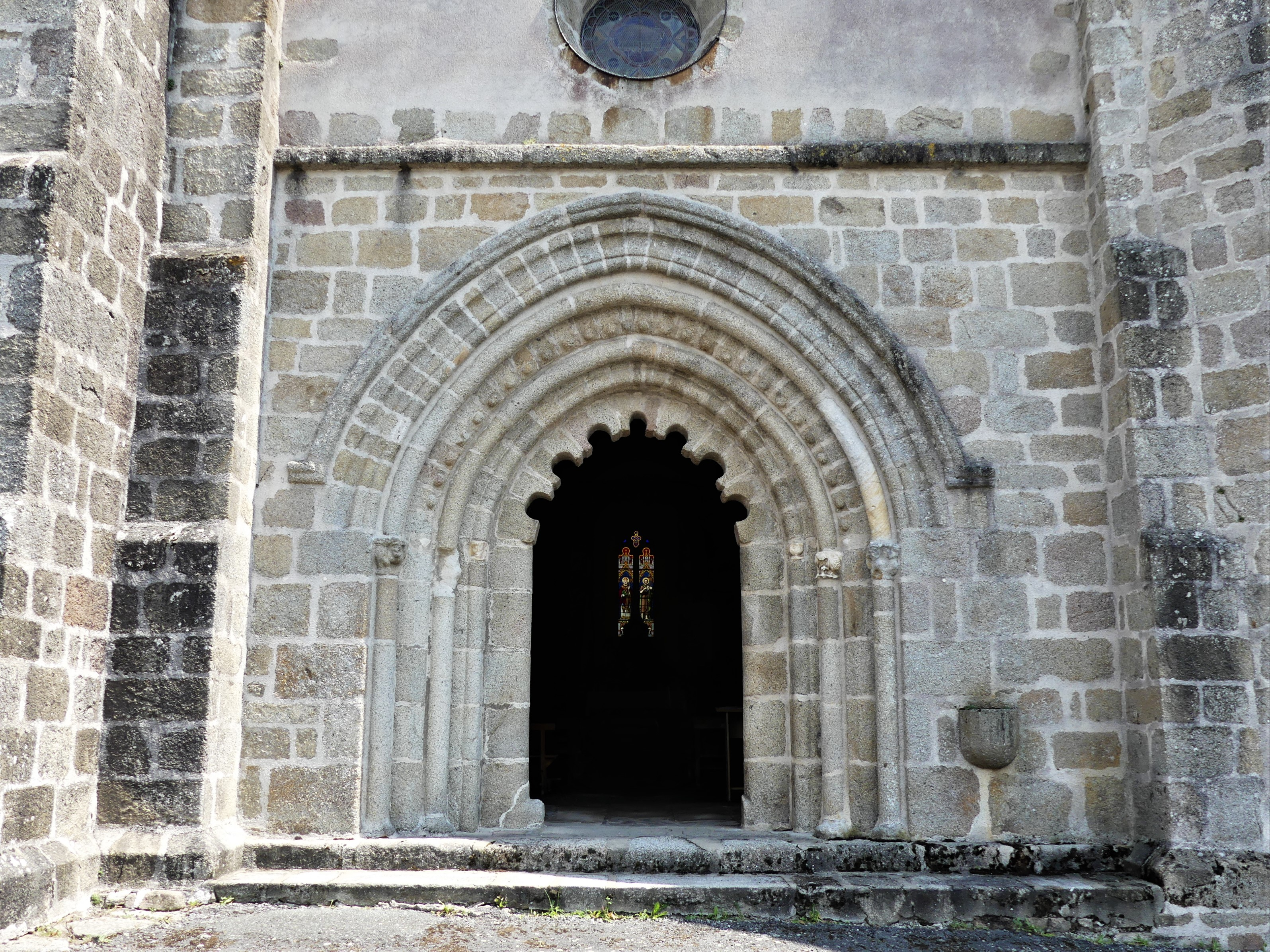
Le portail.
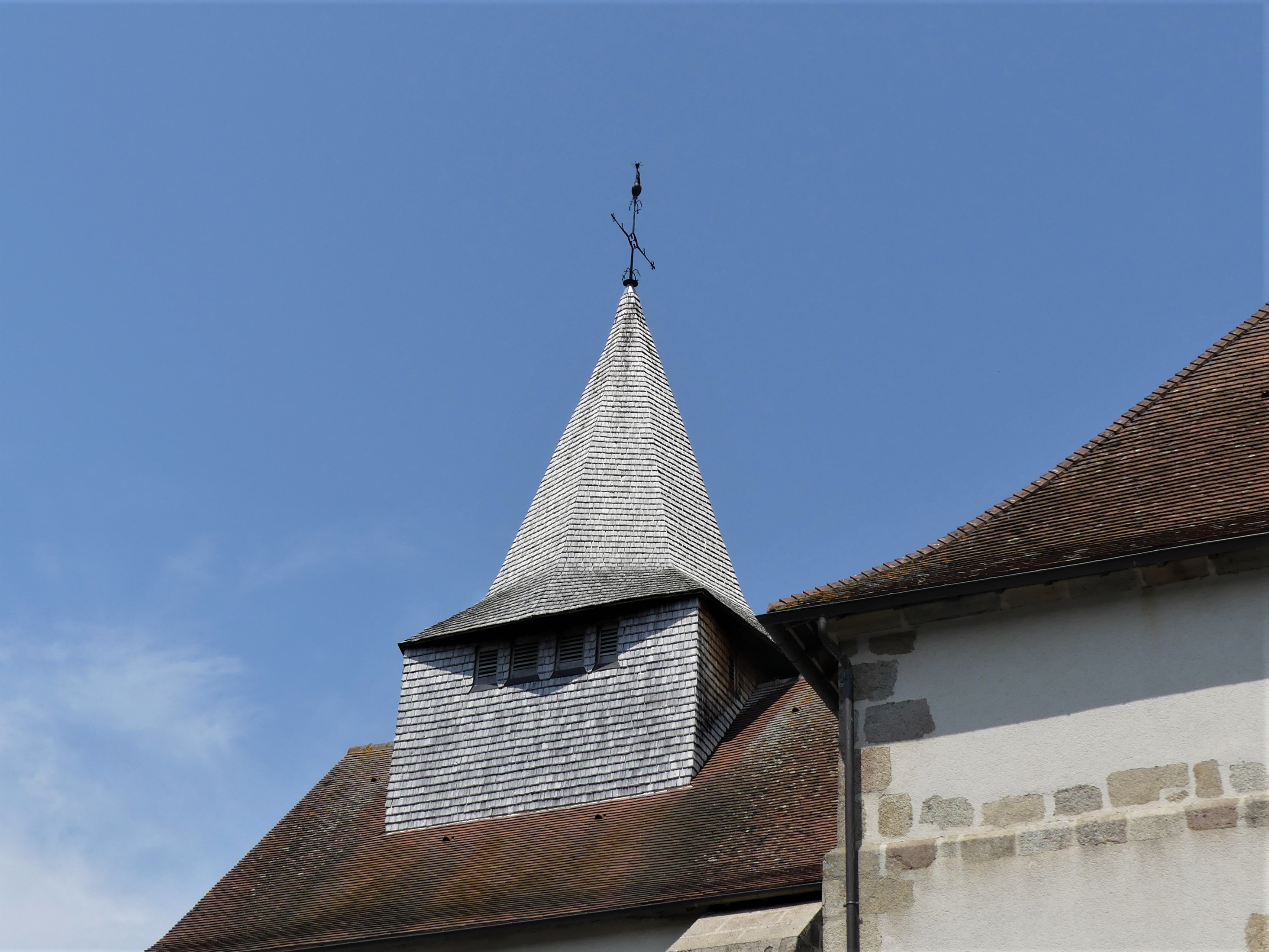
Le clocher recouvert de bardeaux.
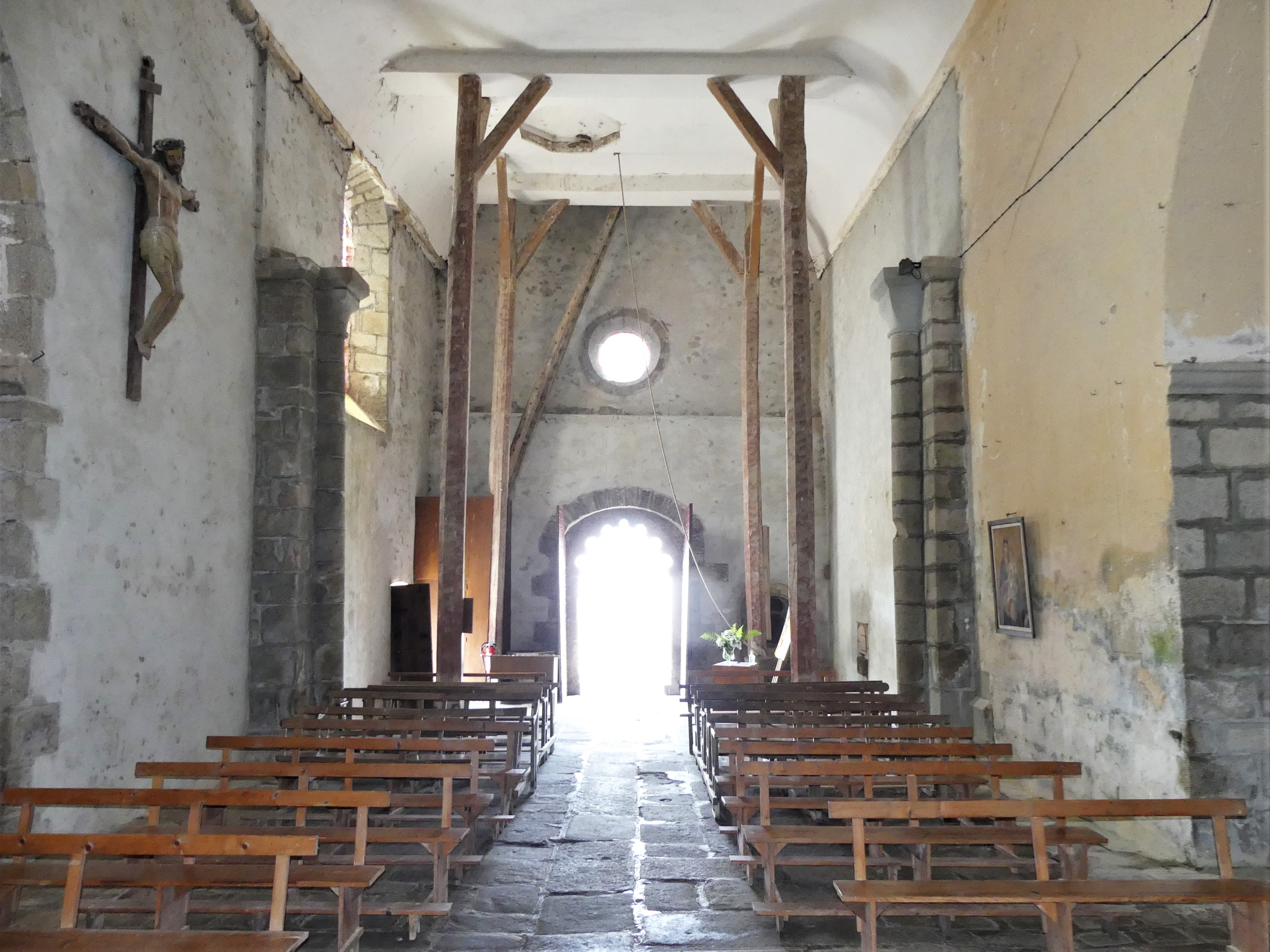
La nef.
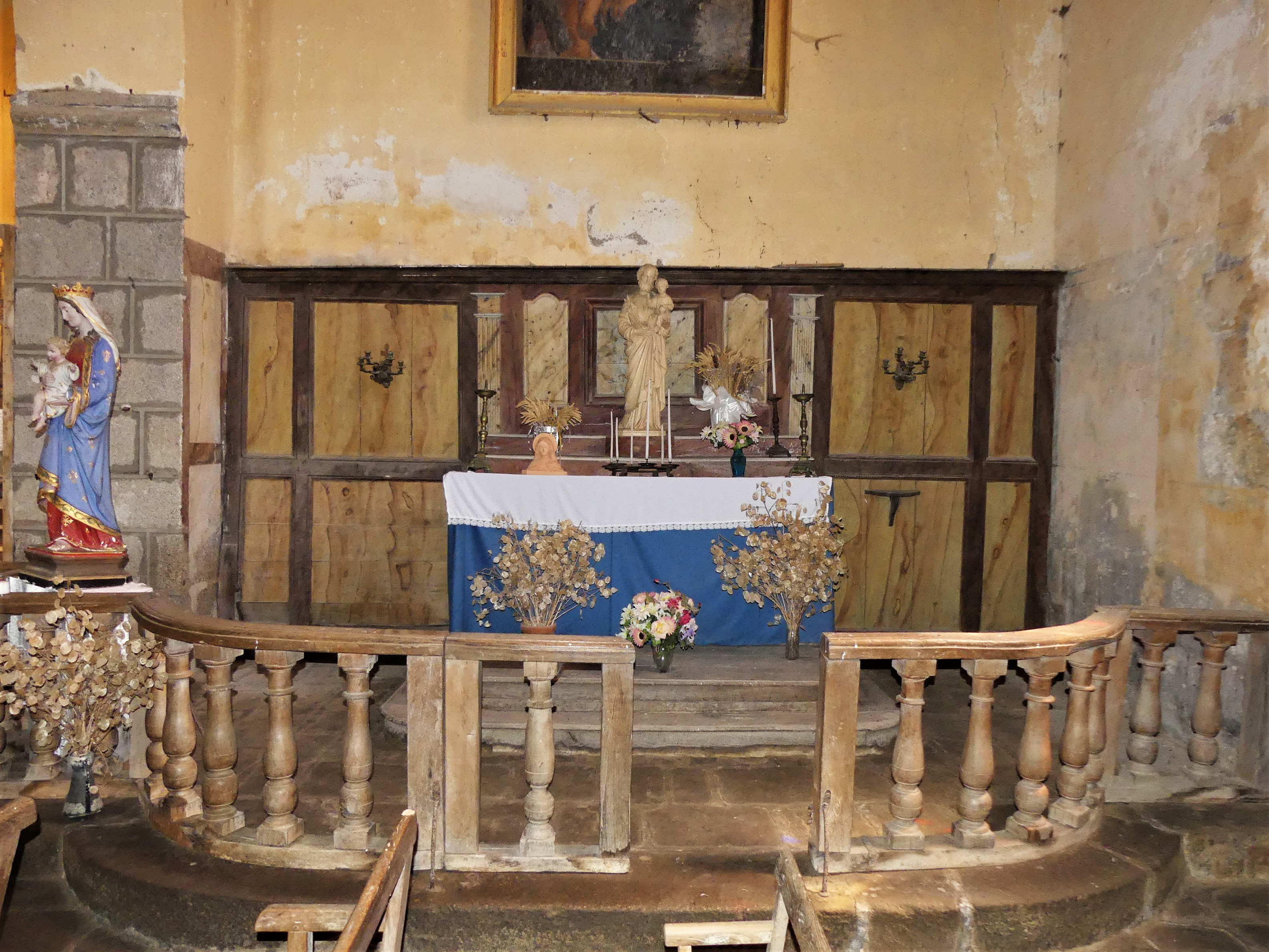
La chapelle sud.

## Mobilier
Elle recèle plusieurs objets protégés au titre des monuments historiques :
- le bras-reliquaire du XIIIe siècle en cuivre, dit « de saint Sulpice », classé le 10 mai 2006, a été déposé au musée d'Art et d'Archéologie de Guéret[2],[3],[4].
- les autres objets ont été inscrits le 15 juin 1978 :
  - deux gradins d'autel du maître-autel, un tabernacle à ailes, des dais d'exposition et onze statuettes, tous du XVIIe siècle[5] ,[6] ;
  - un antependium en cuir de la fin du XVIIe - début du XVIIIe siècle[7] ;
  - trois statues en bois représentant :
    - la Vierge à l'Enfant du XVIIe siècle[8],
    - saint Jean-Baptiste du XVIIIe siècle[9],
    - un saint évêque du XVIIIe siècle[10] ;

  - un tableau — avec son cadre — datant de 1844 du peintre Jules Guichard, représentant la Vierge et l'Enfant Jésus[11] ; il s'agit d'une copie d'une œuvre du peintre italien Carlo Maratta.

Les vitraux de la fin du XIXe siècle-début du XXe siècle sont l'œuvre de l'atelier tourangeau de Jean-Prosper Florence.

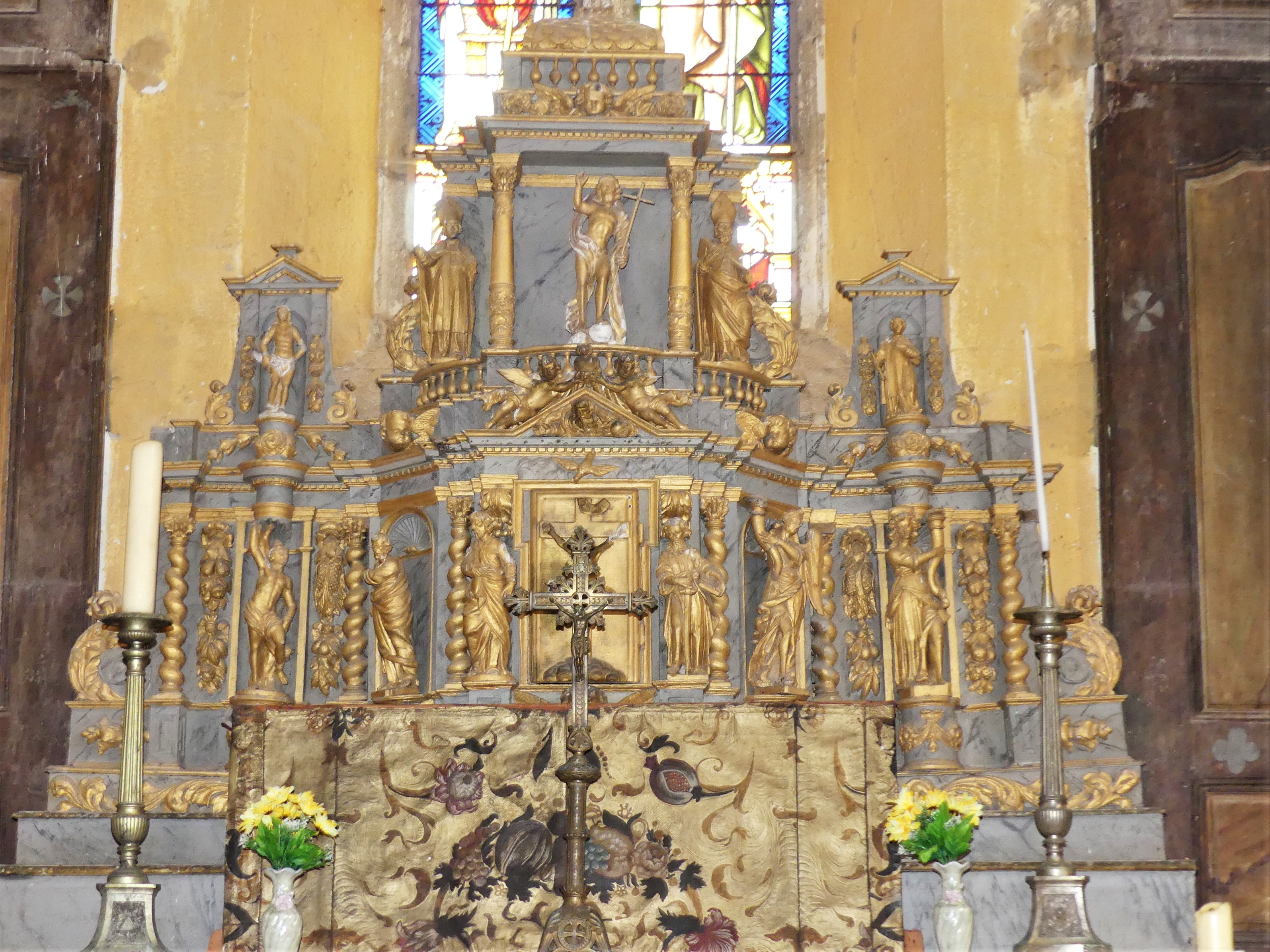
Le tabernacle du maître-autel.
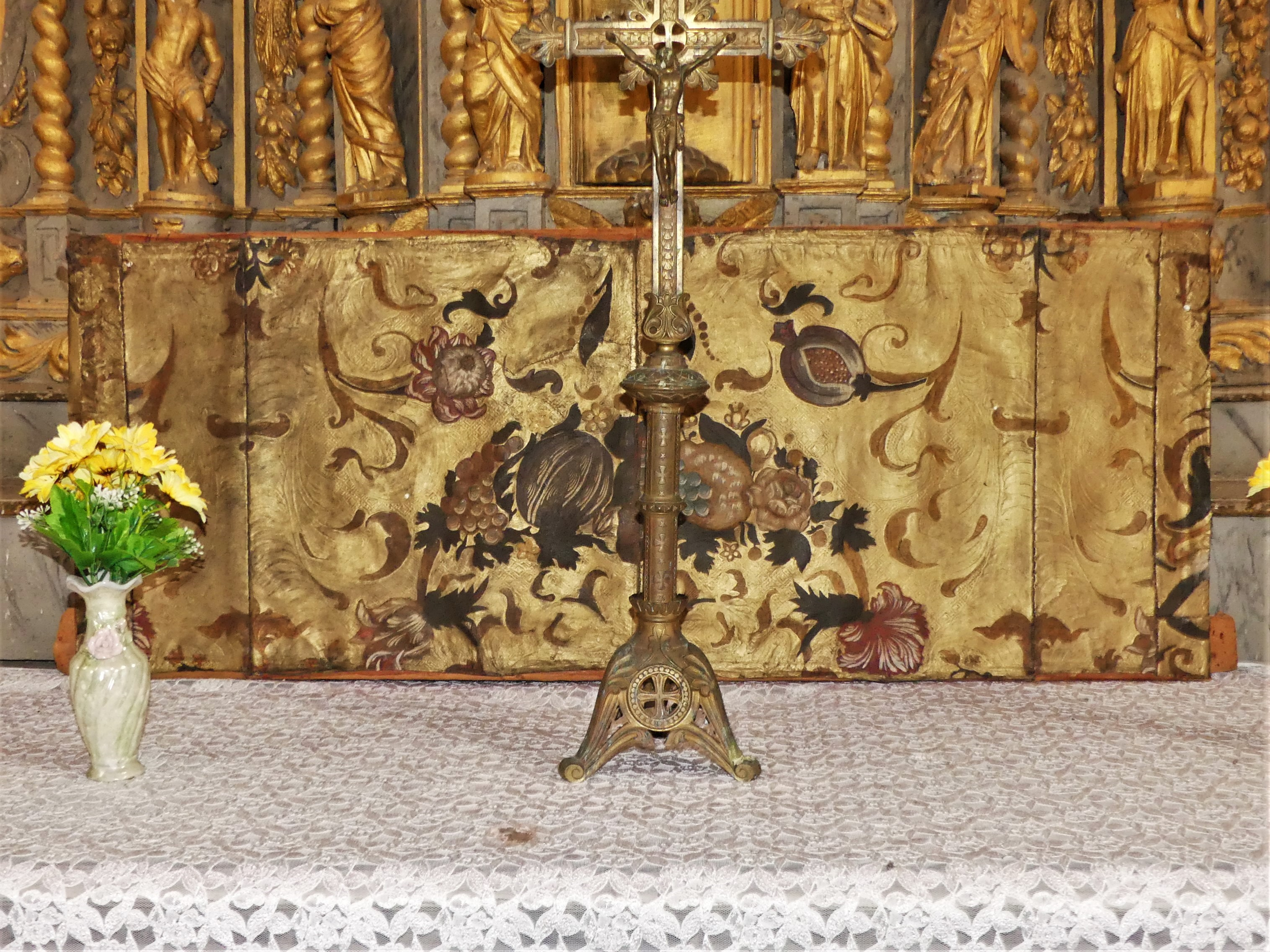
L'antependium en cuir (le bas et le haut ont été inversés).
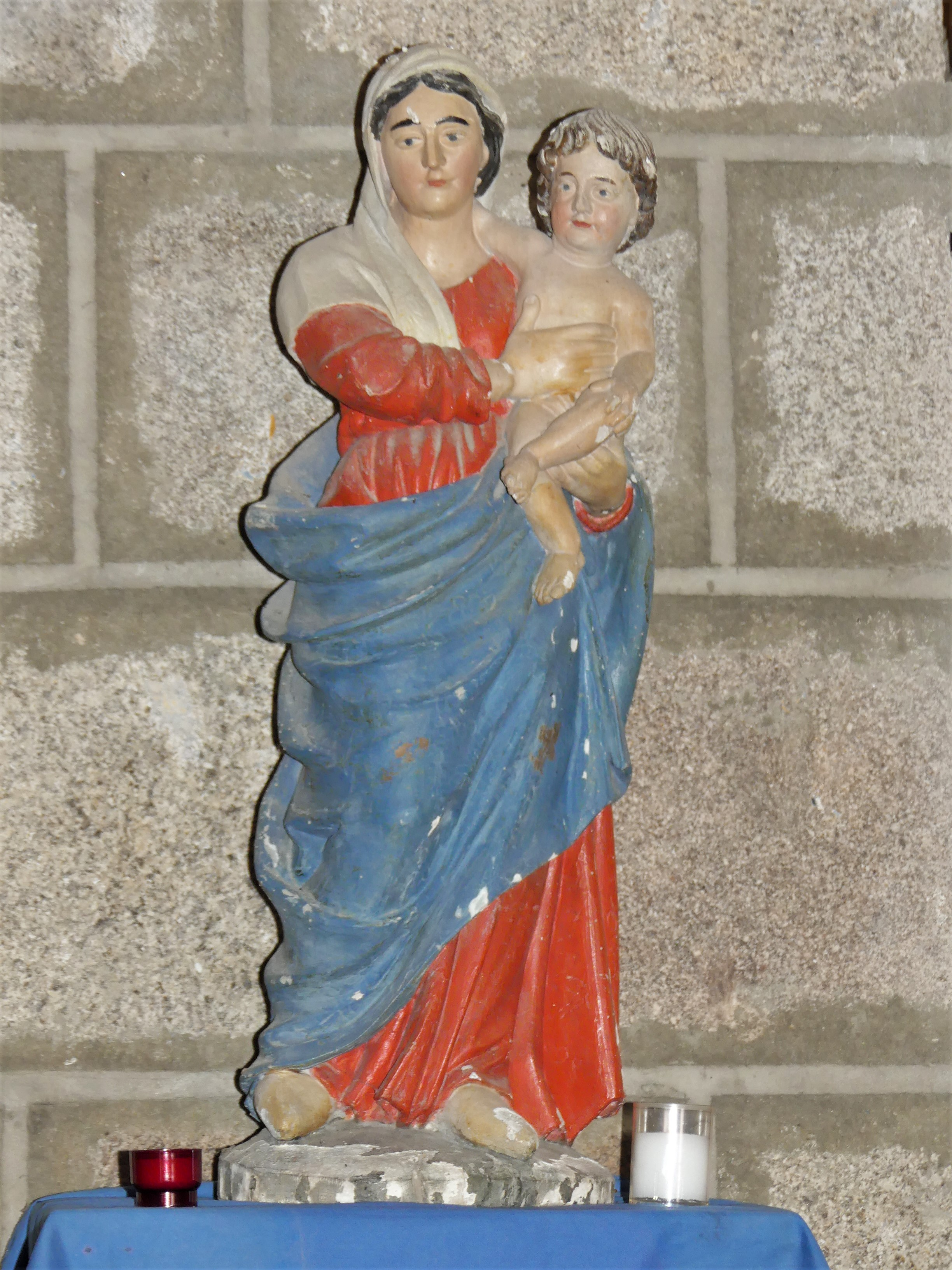
La Vierge à l'Enfant du XVIIe siècle.
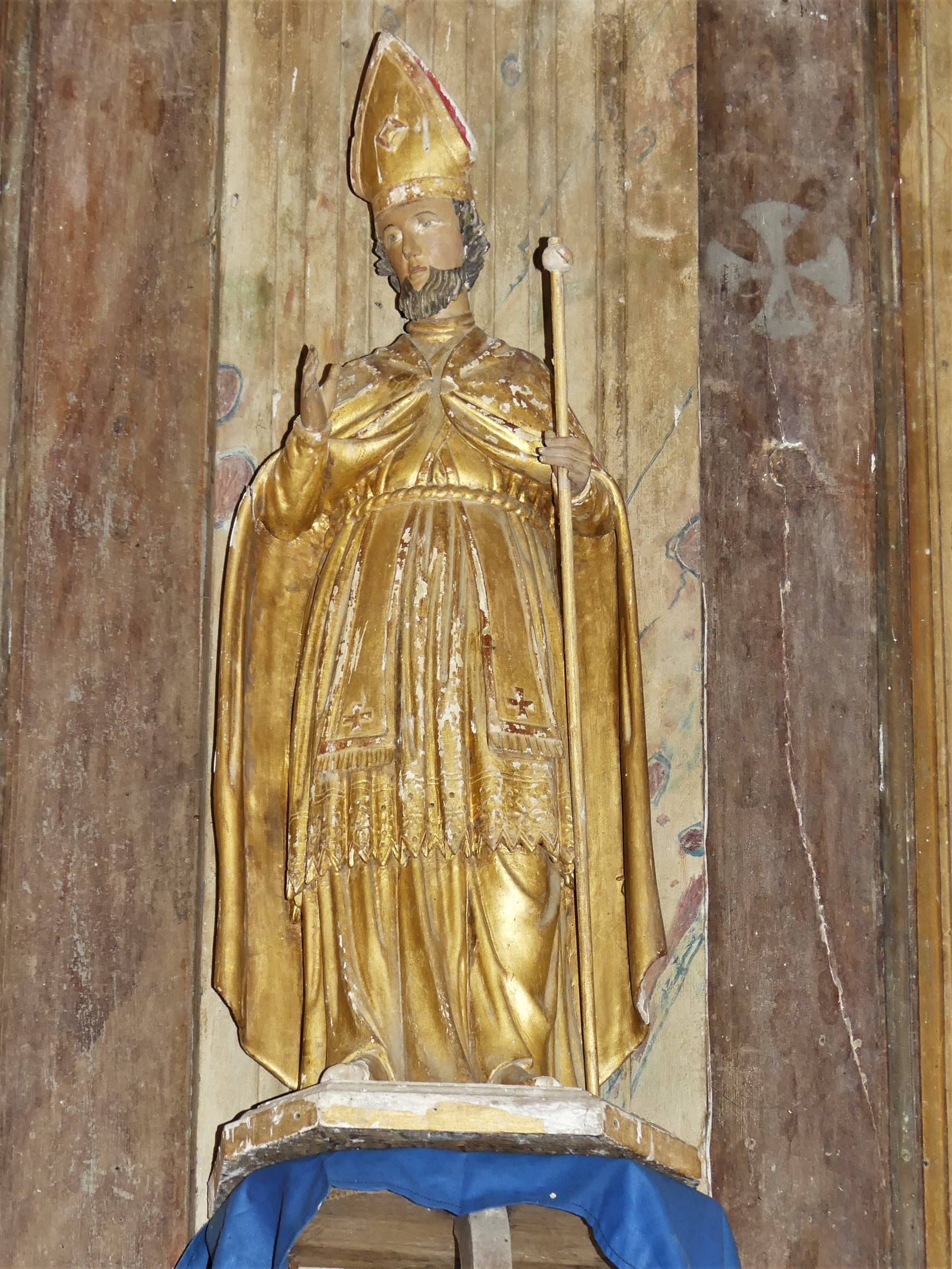
Le saint évêque du XVIIIe siècle.
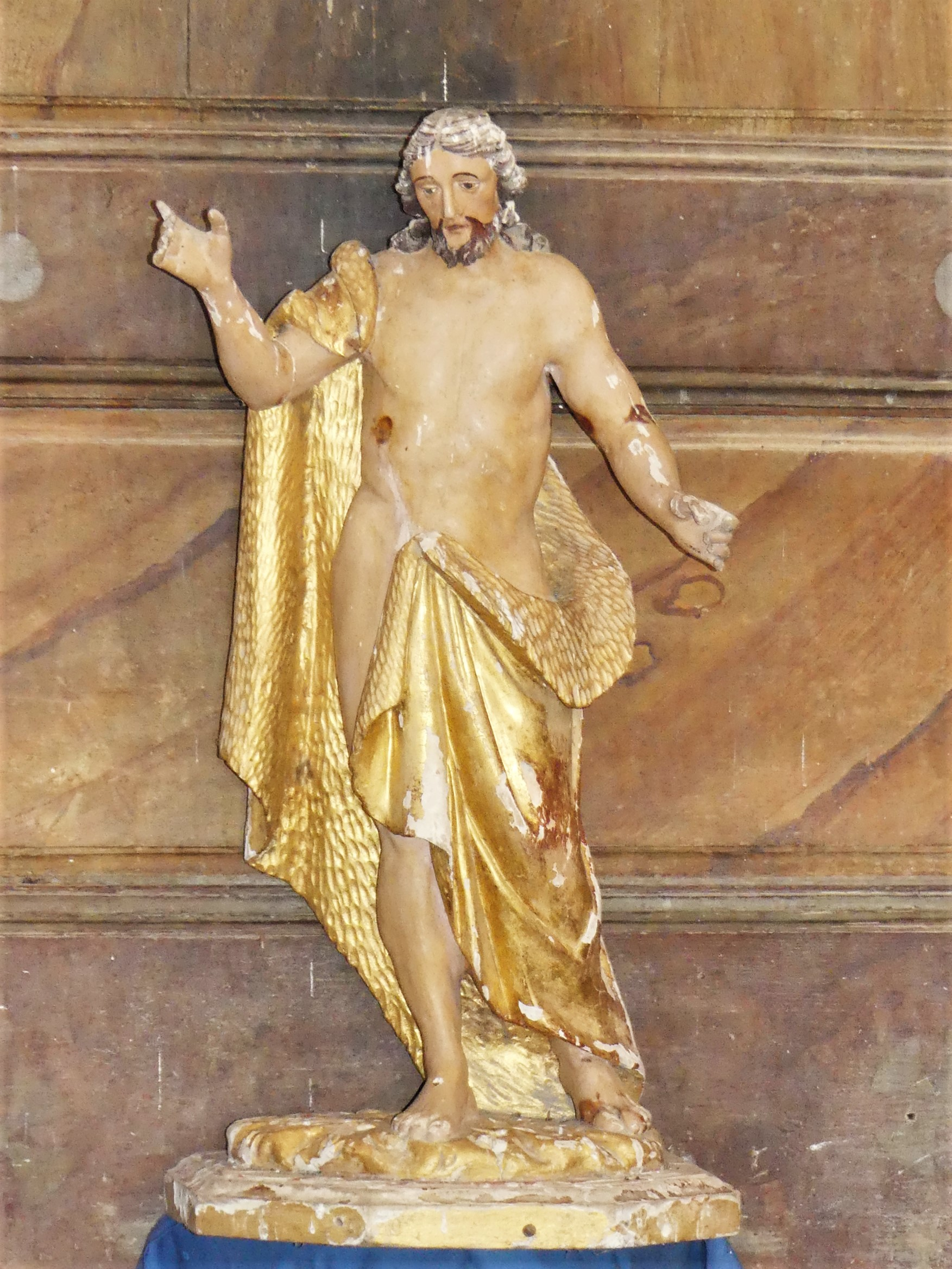
Saint Jean-Baptiste du XVIIIe siècle.
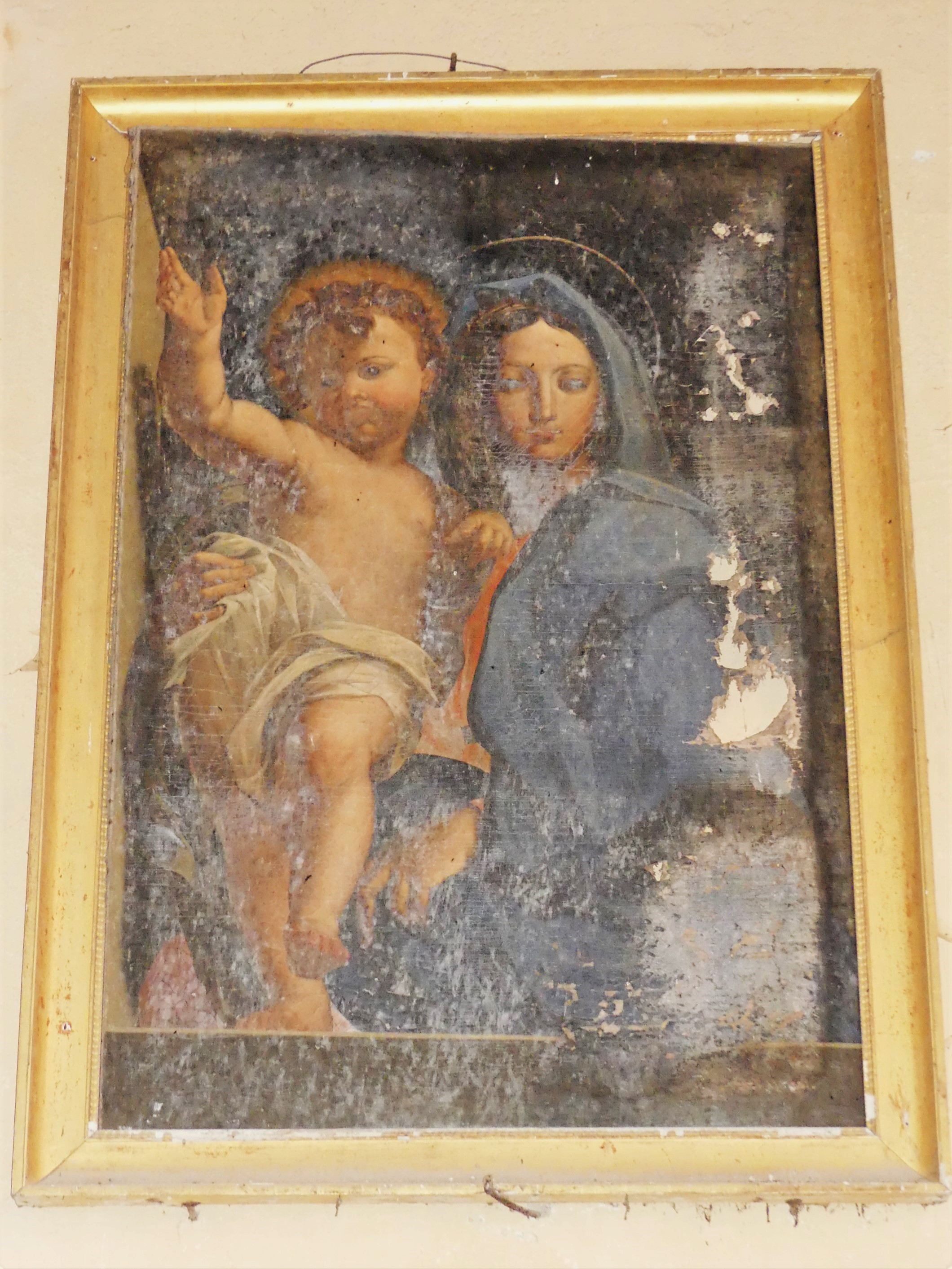
Tableau de Jules Guichard représentant la Vierge et l'Enfant.
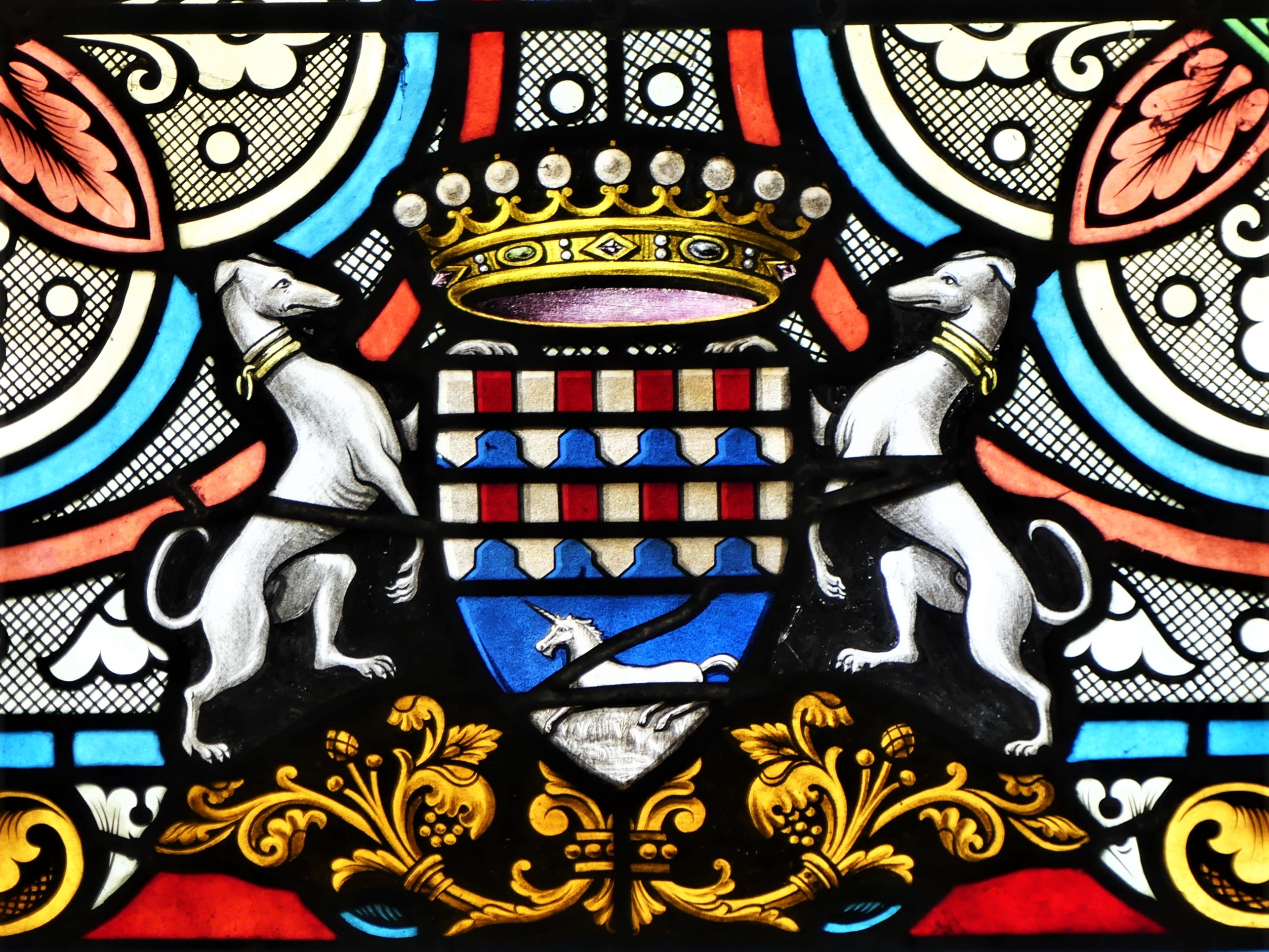
Blason sur un vitrail.